# Околовръстна железопътна линия на София

## Централна гара София
Най-големият железопътен възел в България е Софийският. Той започва да се развива след построяването на гара София през 1888 г. Пътническата гара София е непрекъснат тип, приемното здание е разположено успоредно на коловозите на железопътната линия Цариброд – София – Вакарел, а багажно-складовата магазия е построена на челен/глух коловоз източно от гарата. След построяването на линията София – Перник през 1893 г. гара София става възлова. Построява се нова гара на около 15 m от старата гара, разположена срещу края на пътническите коловози от и за Перник. С откриването на линията София – Мездра – Роман през 1897 г. броят на свързаните чрез жп стрелки коловози в гарата се увеличава.
Към 1914 г. свободният терен за разтоварище около централната гара се запълва с коловози и сгради, което налага построяването на товарна гара София „Малка бързина“ с магазия и свободни разтоварища в местността „Кюлюците“ до Владайска река. През 1930 г. се изгражда и административната ѝ сграда. Старата магазия в централната гара София остава за колетни пратки категория „голяма бързина“, превозвани с пътнически влакове. По това време се изгражда и административната сграда и разтоварището на Софийската митница.
На 6 септември 1974 г. след продължило около 3 години и половина строителство е открита новата сграда на гарата.

## Околовръстна железопътна линия

### Създаване (1915 г.)
На 11 септември 1915 г. влиза в експлоатация железопътната линия София – Крепостен батальон – Погребите (местоположение на днешна болница "Токуда") – Военен арсенал. Това е първоначалното трасе на околовръстната линия. То започва със стрелка на открит път малко преди стрелките за бъдещата гара Подуяне – пътническа. Тя не е за редовно движение, а повече с характер на индустриален железопътен клон. По нея са разположени следните експлоатационни пунктове: разтоварище Подуяне, Крепостен батальон, разтоварище Дървеница, Духовна семинария, Погребите (местоположение на днешна болница "Токуда"), разтоварище Драгалевци, разтоварище Тухларни фабрики, Стрелбище, Военен арсенал. От линията има разклонения към гарнизонната военна болница и към разтоварище Перловец. Общата дължина на изградената железопътна линия е около 13,8 km. През същата година (1915 г.) северно от Централна гара се изгражда една дълга рампа (т. нар. „Военна рампа“). През 1918 г. се построява втори, успореден коловоз на линията до Илиянци, коловоз към гара Надежда и връзка от гара Надежда до Захарна фабрика. Чрез връзката Военна рампа – Надежда се образува триъгълник, чрез жп стрелки, за обръщане посоката на движение на локомотивите без ползване на локомотивообръщател. Дължината на построените участъци е около 4,5 km.
За да се облекчи градският транспорт при превоза на строителни и горивни материали, по околовръстната линия се създават още няколко разтоварища само за вагонни пратки – при казармите на Крепостния батальон (1922 г.) – гара Крепостен батальон, на мястото на разтоварище Перловец е изградена товарна гара Перловец, гара Захарна фабрика – за пътници и товарна дейност (1925 г.). Към 1928 г. е открита гара Подуяне с ново приемно здание за пътници и т.нар. Подуянско разтоварище. На 1 ноември 1930 г. завършва строителството на участъка Захарна фабрика – Сердика с дължина 5,2 km. Експлоатационните пунктове са: Захарна фабрика, Борова гора, ул. „Клементина“, ул. „Горнобанска“, Лагера, Сердика.
Към 1930 г. линията от гара София до гара Перловец се използва и за пътнически влакове само за железничари, работещи в гара София, локомотивното депо и железопътната работилница. По линията се движат само два чифта влакове – сутрин и вечер.

### План на София (1935 г.)
Към 1935 г. е изработен и утвърден първият градоустройствен план на София. Планът предвижда Маневрената гара да се разположи източно от пътническа гара Подуяне. Предвиждат се удобни железопътни връзки за влизане и излизане от гарата към всички направления, без да се минава през гара София, която ще функционира като пътническа. Само товарните влакове от и за направление Перник остават да минават временно през пътническа гара София. Предвижда се да се построи южна околовръстна линия през гара Пионер, за да могат товарните влакове от Перник да влизат в приемния парк на разпределителната гара откъм гара Слатина. Тази железопътна връзка никога не е изпълнена.
Построяват се гарите Слатина и Пионер (Семинарията) само за вагонни пратки. Новият участък Подуяне – Слатина – Пионер е открит на 20 ноември 1943 г., а дължината му е 7,4 km. След тази дата е демонтирано междугарието Крепостен батальон – Пионер (3,6 km). Разтоварището в гара Крепостен батальон остава до 1955 г., след което и останалата част от линията до Подуяне (1,0 km) се демонтира. На нейно място е изграден днешният булевард „Ситняково“. Съгласно градоустройствения план маневрената гара Надежда се преустройва в техническа за пътнически композиции. Генералните проекти на гарите Надежда, София и Подуяне-разпределителна са одобрени през 1939 г. и започва строителството на гара Подуяне-разпределителна и на техническа гара Надежда, които се въвеждат в експлоатация през 1944 г.
Гара Подуяне-разпределителна се състои от два парка – приемен и разпределителен, разположени последователно един след друг от изток на запад. Разпределителният парк е с две групи коловози, свързани с 2 изтеглителни линии. За направленията Драгоман и Мездра разпределителният парк се използва и за отправен, а за направление Пловдив отправните коловози се разполагат успоредно на приемния парк. Гърбицата е с два изтеглителни и един обходен коловоз за вагони които не трябва да се разпускат през гърбица. За регулиране на скоростта на разпусканите вагони под гърбицата се монтират два хидравлични вагонозадържателя.
През 1938 г. е въведен в експлоатация втори успореден коловоз между гарите София и Волуяк (с дължина 7,7 km). Така построената през 1917-1918 г. линия за Банкя става отделна линия (София – Волуяк – Банкя).
През 1940 г. е построена връзката между гара Стан (Лагера) и Стрелбище (дължина 1,6 km). По този начин се затваря околовръстната линия на София. Тя образува един неправилен кръг около тогавашна София с дължина 23 510 m, а заедно с клоновете общата дължина на линията възлиза на 33 710 m.
На 14 септември е завършена и пусната в експлоатация връзката между Илиянци и Волуяк (8,1 km).
На 1 май 1945 г. е открита гара Биримирци и железопътната връзка Подуяне – Биримирци – Илиянци (8,6 km). По това време е открита и връзката между Подуяне разпределителна и гара Искър (3,5 km). През 1946 г. е въведена в експлоатация връзката Биримирци – Подуяне разпределителна (източен район) с дължина 8,0 km. Служи за улесняване подхода на товарните влакове, идващи от посока Драгоман, Мездра и Карлово. По това време са довършени и двете връзки на Подуяне разпределителна със София – източен район.
На 1 септември 1955 г. е въведена в експлоатация съединителната линия (с надлеза) между Волуяк и Биримирци (10 km), позволявайки директното пропускане на влаковете от Волуяк до Подуяне разпределителна през Биримирци без преминаването им през Централна гара София.
На 20 април 1956 г. са преименувани гара Военна рампа на София-север и гара Духовна семинария на Пионер.

### Закриване (след 1964 г.)
От 1 декември 1964 г. е закрита гара „Перловец“ и клона към нея (1,7 km), както и още няколко индустриални клона и спирки от околовръстната жп линия. Гара „Перловец“ продължава да функционира чак до демонтажа на коловозите през 70-те години на 20-ти век. На мястото на гарата по-късно е изграден НДК, а по трасето на линията сегашният бул. „България“.
През 1990-те години е демонтиран железният път по сегашния бул. „Иван Гешов“ и гарите „Стан“ и „Сердика“. На мястото на г. „Сердика“ е днешният парк „Възраждане“.
По повод строежа на Арена Армеец София е закрит и демонтиран през 2011 г. участъка от гара „Пионер“ до района на ВТУ „Тодор Каблешков“, а остатъка от трасето до гара „Подуяне“ остава като индустриален клон. Теренът на бившата гара е предложен за продажба няколко пъти на търг, последният в края на 2017 г.
През 2012 г. е закрита гара „Подуяне разпределителна“, а гара „Биримирци“ е преобразувана в оперативен пост. Връзката между двете гари през кв. „Христо Ботев“ е закрита за движение, през 2013 г. е деелектрифицирана, а на следващата година и демонтирана поради зачестили кражби.
През октомври 2020 г. е демонтиран и индустриалният клон между бул. „Възкресение“ и покрай стадион „Септември“, който осигурява връзката на ТЕЦ „Земляне“ на Топлофикация София с гара „Захарна фабрика“ по бул. „Вардар“. 
През юни 2024 г. е демонтиран и устастъкът от гара „Захарна фабрика“ до бул. „Възкресение“ (протежението на бул. „Вардар“). 

## Други
На Околовръстната железопътна линия е наречена улица „Железопътна“ в квартал „Орландовци“ в София (Карта).